# سلمى المري (فنانة)
سلمى المري هي فنانة إماراتية من مواليد عام 1962م. تخرجت سلمى من جامعة القاهرة في مصر بدرجة البكالوريوس في الفنون الجميلة. تطورت أعمالها على مر السنين، حيث عملت أيضًا كمدير أول للفنون في وزارة التربية والتعليم (من عام 2002إلى عام 2006). عُرضت لوحاتها في الإمارات وخارجها، بما في ذلك إيران وتونس واليابان ونيويورك والكويت.

## حياتها المهنية
سلمى المري هي عضوة في جمعية الإمارات للفنون التشكيلية والفنون العربية. قامت بدمج الخبرات والتوجهات العربية والعالمية خلال رحلتها الفنية. وعلى الرغم من ارتباطها بأصولها، تميل تقنياتها نحو الواقعية. كانت سلمى المري واحدة ضمن أربعة فنانين فرنسيين في العرض الجماعي "سنيار". وتأسس معرض سينيار في منطقة دبي للتصميم في عام 2006 بعد معرضها في معرض لا جاليري ماري في دبي.

## مشاركاتها
- في يناير 2024، افتتحت سلمى المري، معرضها "درفة الحكاية"، في النادي الثقافي العربي في الشارقة، بحضور عدد من الشخصيات والفنانين الإماراتيين والعرب المقيمين.

وقالت سلمى خلال افتتاح المعرض: "نحن هنا على هذه الأرض منذ عصور وعصور.. نحن هنا.. تاريخ ممتد وحضارة عميقة الجذور وحياة نابضة بالعمل والحركة.. شواهد ماثلة من عمارة ومشغولات ونقوش وأزياء وزينة وطبيعة.. ونساء مكافحات صبورات ورجال بعزائم لا تكل.. نحن هنا على أرض الإمارات تاريخ يعود إلى عهود بعيدة في الزمن، ولم نأت بالصدفة دولة حديثة متطورة.. كان ذلك ثمار عصور وعصور من الكفاح خاضها أجدادنا مسلحين بالصبر والرضى بالقليل مع المحبة والإيثار، حتى سلموا لنا الراية ناصعة شامخة، لنخوض نحن حياة جديدة مختلفة كليا، لكن علينا ألا نقطع الصلة أبدا بأولئك الأجداد، فتراهم هو لب حقيقتنا، وجوهر هويتنا".

## آراءها
- "الفن التشكيلي في الإمارات في صعود وصياغة اتجاهات فنية خلّاقة مقارنة بعمر تاريخه الفعلي الذي تجاوز الأربعين عاماً، ومع تسارع النهضة لا سيما المعرفية منها، أجد أن المجتمع يستوعب دور الإبداع في شكل عام والتشكيل بوجه خاص، وانفتاح الدولة واستضافتها العديد من المحافل والمعارض الفنية التخصصية التي يشارك بها المجتمع الدولي، ساهم في توعية المجتمع حول دور الفنون وتقبّله كل الاتجاهات الفنية وتقديرها، وحرض وشحذ قريحة الاهتمام بتقديم الاختلاف بصوره الإبداعية والقفز به إلى مسافة أكبر من المتوقع له في هذا العمر القصير نسبياً مقارنه بالدول العربية التي سبقتنا في هذا المجال".
- "الجسد وعاء الروح، فإذا ما تقصّدت الروح برز الجسد على سطح اللوحة، لا ينفك من شغبه إلى أن يستخرج كل ما فيّ وقتها، فأقف مشدوهة أمام العمل، كيف حدث هذا؟ فكثيراً ما وشت أعمالي بي، وساهمت في التخفيف مما ركن داخلي وعاث شغباً وقلقاً، فيتحوّل الأمر إلى حالة تجلّي لحظة العمل بما بين أرض وسماء، أنتشل ذاتي، تحضنني كجسد، أعود أدراجي إلى السلام الكامن في نفسي التي كانت في لهاث لتنجو بي، وتعزز لديّ مراقصة الحياة، نعم، فالكثير من أعمالي تمثل ذاتي ولو تدثرت بأثواب متخيلة، فتبدو الحقيقة واضحة أشد سفوراً من الواقع الذي نعيشه. ليس وحده الجسد البشري هو البارز، فهناك كم هائل من الكائنات التي تشاركنا هذا العالم ستجد أنها برزت على سطح اللوحة وتجانست في نسيجها".[4]

## إنجازاتها
حصلت سلمى على الجائزة الكبرى للفن العربي المعاصر في بينالي بالكويت عام 2012. كما اختيرت أيضًا كواحدة من 50 فنانة في المعرض الذهبي لفناني الإمارات العربية المتحدة التابع لمؤسسة العويس الثقافية والذي شارك فيه 50 فنانًا إماراتيًا في أكبر حدث فني في العالم بالإضافة إلى مشاركتها في معرض الفنانين والمؤسسة الثقافية: معرض السنوات الأولى بمؤسسة أبوظبي الثقافية عام 2018.